# Cephalopholis fulva
Cephalopholis fulva är en fiskart som först beskrevs av Carl von Linné 1758.  Cephalopholis fulva ingår i släktet Cephalopholis och familjen havsabborrfiskar. IUCN kategoriserar arten globalt som livskraftig. Inga underarter finns listade i Catalogue of Life.